# Povertà relativa

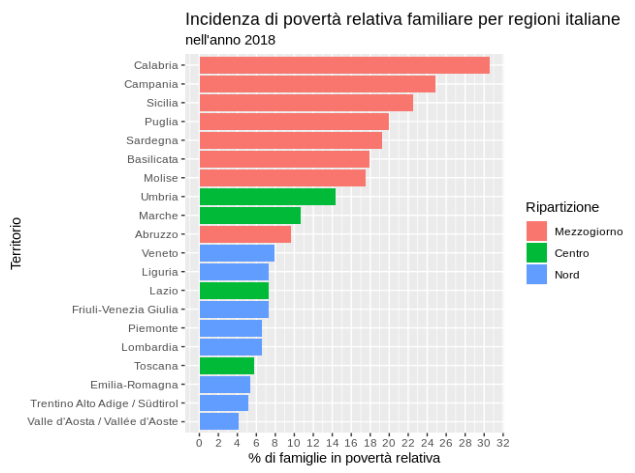
dati Istat

La povertà relativa è un parametro statistico che esprime le difficoltà economiche nella fruizione di beni e servizi, riferita a persone o ad aree geografiche, in rapporto al livello economico medio di vita dell'ambiente o della nazione.
Questo livello è individuato attraverso il consumo pro-capite o il reddito medio, ovvero il valore medio del reddito per abitante, quindi, la quantità di denaro di cui ogni cittadino può disporre in media ogni anno e fa riferimento a una soglia convenzionale adottata internazionalmente che considera povera una famiglia di due persone adulte con un consumo inferiore a quello medio pro-capite nazionale. Questo tipo di povertà si distingue dal parametro di povertà assoluta, che indica invece "l'incapacità di acquisire i beni e i servizi, necessari a raggiungere uno standard di vita minimo accettabile nel contesto di appartenenza".
Nel 2012 le famiglie che in Italia si trovavano in situazione di povertà relativa erano circa 3.232.000, rappresentando il 12,7% di tutte le famiglie residenti: tuttavia, la povertà relativa in Italia si riscontra soprattutto nelle regioni del Meridione.
Sempre con riferimento al 2012, la soglia di povertà relativa, per una famiglia di due componenti, è pari a 990,88 euro, circa 20 euro in meno di quella del 2011 (-2%).